# Маміла

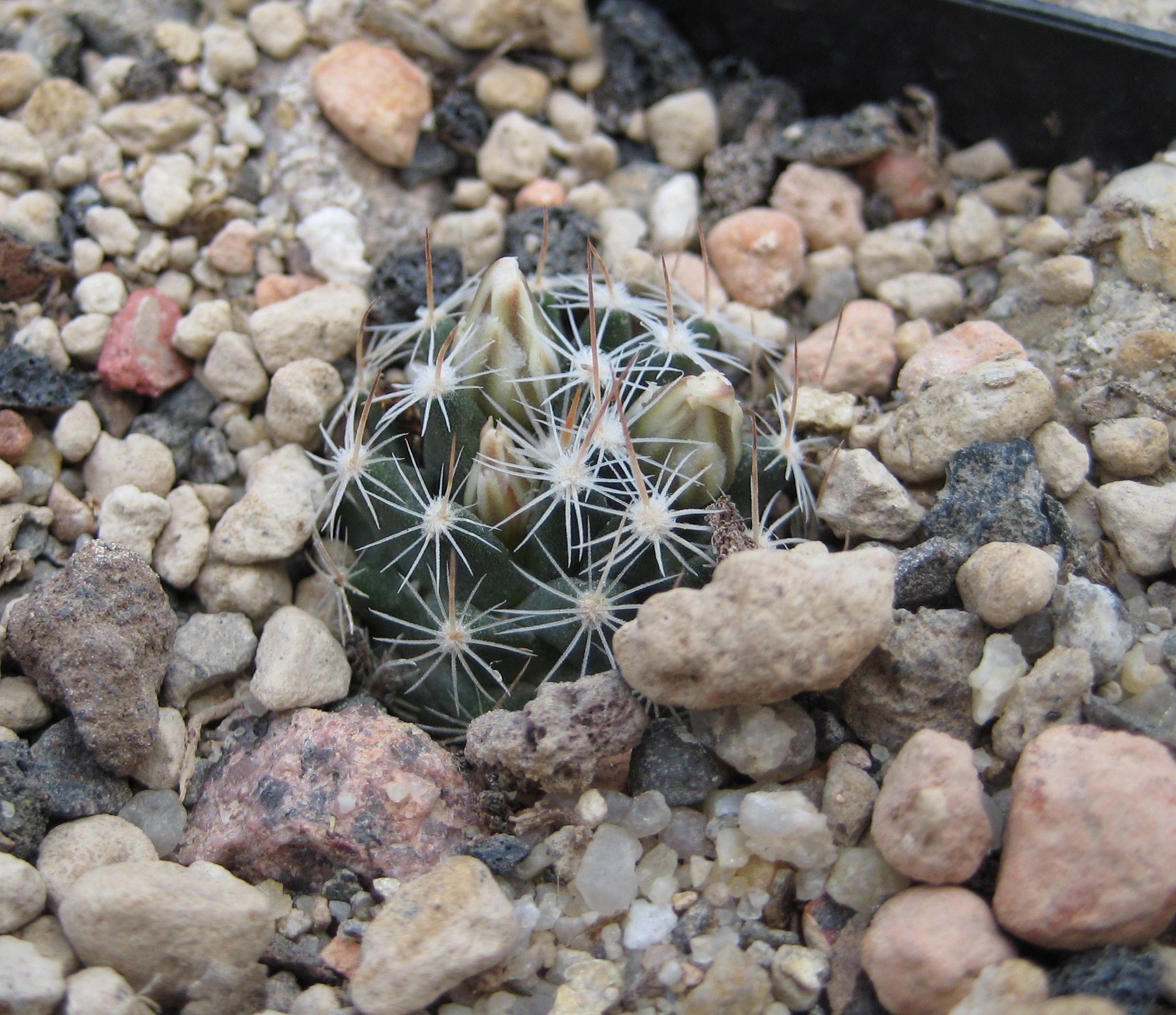
На світлині Mammillaria coahuilensis видно, як на верхівках конусоподібних маміл, з ареол виходять колючки. З аксил, що розташовані у пазухах між мамілами виходять бутони

Маміла (від лат. mamilla — сосочок, зменшена від лат. mamma — сосок) — основа неіснуючого рудиментарного листя у кактусів, що розрослася.
Являє собою сосочкоподібний виріст на стеблі деяких родів кактусів (Мамілярія, Корифанта та ін.). На вершині мамілли розташована нижня частина ареоли з колючкою, між мамілами у «пазухах» розташовані аксили, з яких розвиваються квітки і нові пагони.
Маміли — характерна особливість мамілярій, за що останні й отримали свою родову назву Mammillaria. Іноді щодо маміл вживають інший термін — «туберкули» (від лат. tuberculum — горбок).